# Вашье-Лаграв, Максим
Макси́м Вашье́-Лагра́в (сокр. МВЛ, фр. Maxime Vachier-Lagrave; род. 21 октября 1990, Ножан-сюр-Марн) — французский шахматист, гроссмейстер (2005). Чемпион мира по блицу (2021), чемпион Франции (2007, 2011, 2012), двукратный чемпион Европы по блицу (2010, 2012).
Вашье-Лаграв получил звание гроссмейстера в возрасте 14 лет и 4 месяцев. В 2007 году выиграл чемпионат Франции, в 2009 — чемпионат мира среди юношей.
Неоднократно становился чемпионом Франции: в 2011 и 2012 годах, а также четырёхкратным победителем гроссмейстерского турнира в Биле (2013—2016). Он выиграл Кубок Синкфилда в 2017 и 2021 годах и участвовал в турнире претендентов 2020–2021, заняв второе место.
Многократный участник Кубков мира и чемпионатов мира по рапиду и блицу.
В составе сборной Франции — участник 7 шахматных олимпиад (2006—2018) и 4 командных чемпионатов Европы (2007, 2011—2015).
В 2019 году после блицтурнира в Ставангере возглавил мировой рейтинг-лист по блицу с рейтингом 2947.

## Карьера

### Ранняя
Родился в семье учёного. В шахматы начал играть в возрасте пяти лет, в 1998 году был зачислен в шахматный клуб Кретей, где его начал тренировать международный мастер Эрик Бирмингем.
С шести лет участвовал в юношеских чемпионатах Франции:
- 1997 год — чемпион Франции до 8 лет.
- 1999 год — чемпион Франции до 10 лет.
- 2000 год — чемпион Франции до 12 лет.
- 2002 год — чемпион Франции до 16 лет.
- 2004 год  — чемпион Франции до 20 лет.

Также участвовал в юношеских чемпионатах мира:
- 2000, 2001, 2005 годы — 3 место в категории до 14 лет.
- 2003 год — 2 место в категории до 14 лет.

Его рейтинг ФИДЕ неуклонно увеличивался с 2198 в январе 2001 года до 2637 в январе 2008 года. Он превысил отметку 2600 в октябре 2007 года, а спустя год — превысил 2700.
Он стал международным мастером в 2004 году, гроссмейстером — в 2005 году после того, как разделил первое место на чемпионате Парижа с результатом 6½ очков из 9 и выиграл турнир NAO GM с результатом 6 из 9. и занял второе место на турнире GM в Эври в феврале 2005 года с результатом 7½ очков из 9.
Член символических клубов победителей чемпионов мира Михаила Чигорина и Эугенио Торре.

### Турнир претендентов 2020–2021
6 марта, сославшись на опасения по поводу пандемии COVID-19, Теймур Раджабов отказался от участия. Его заменил Максим Вашье-Лаграв, поскольку был следующим в квалификации в рейтинг-листе. ФИДЕ приняла решение перенести вторую половину турнира из-за пандемии коронавируса.
Вашье-Лаграв занимал первое место после приостановки и завершил турнир на втором месте с результатом 8 очков из 14 (+4 -2=8), отстав на пол-очка от победителя Яна Непомнящего. .

### Быстрые шахматы
30 декабря 2021 года в Варшаве Вашье-Лаграв выиграл чемпионат мира по блицу с результатом 15 из 21, победив на тай-брейке Яна-Кшиштофа Дуду.
По состоянию на январь 2024 года Максим занимает третье место в рейтинг-листе ФИДЕ по быстрым шахматам и десятое место в списке по блицу.

## Стиль игры
Вашье-Лаграв обладает тонким стилем игры, стремясь прежде всего к динамичным позициям. Он может пожертвовать пешку ради инициативы или ради острых позиций. Обычно за белых Вашье-Лаграв предпочитает играть 1.e4, за чёрных — Вариант Найдорфа (против 1. e4) и Защиту Грюнфельда (против 1. d4). Также известен тем, что является признанным мастером игры в эндшпиле.

## Спортивные результаты
| Год  | Город                 | Турнир                              | +  | − | = | Результат | Место |
| ---- | --------------------- | ----------------------------------- | -- | - | - | --------- | ----- |
| 2007 | Экс-ле-Бен            | 82-й чемпионат Франции              | 5  | 1 | 5 | 7½ из 11  | 1—2   |
| 2009 | Сан-Себастьян         | Международный турнир                | 3  | 3 | 3 | 4½ из 9   | 7     |
|      | Биль                  | 42-й международный турнир           | 2  | 0 | 8 | 6 из 10   | 1     |
| 2010 | Биль                  | 43-й международный турнир           | 2  | 0 | 7 | 5½ из 9   | 3     |
|      | Хогевен               | 14-й турнир                         | 3  | 0 | 3 | 4½ из 6   | 1     |
| 2011 | Вейк-ан-Зее           | 73-й международный турнир           | 3  | 1 | 9 | 7½ из 13  | 5—6   |
|      | Биль                  | 44-й международный шахматный турнир | 2  | 2 | 6 | 12 из 30  | 3—4   |
|      | Кан                   | 86-й чемпионат Франции              | 3  | 0 | 8 | 7 из 11   | 1     |
| 2012 | По                    | 87-й чемпионат Франции              | 4  | 0 | 6 | 7 из 10   | 1—4   |
| 2013 | Париж/Санкт-Петербург | Мемориал Алехина 2013               | 2  | 2 | 5 | 4½ из 9   | 4—8   |
| 2014 | Сент-Луис             | 2-й Кубок Синкфилда                 | 1  | 3 | 6 | 4 из 10   | 4     |
| 2015 | Вейк-ан-Зее           | 77-й международный турнир           | 5  | 1 | 7 | 8½ из 13  | 2     |
|      | Сент-Луис             | 3-й Кубок Синкфилда                 | 2  | 1 | 6 | 5 из 9    | 2—5   |
|      | Лондон                | London Chess Classic 2015           | 2  | 0 | 7 | 5½ из 9   | 1—3   |
| 2016 | Ставангер             | Международный турнир                | 1  | 0 | 8 | 5 из 9    | 3—5   |
| 2017 | Шарджа                | Гран-при ФИДЕ. 1 этап               | 2  | 0 | 7 | 5½ из 9   | 1—3   |
|      | Баден-Баден           | Международный турнир                | 2  | 2 | 3 | 3½ из 7   | 4—6   |
|      | Москва                | Гран-при ФИДЕ. 2 этап               | 1  | 0 | 8 | 5 из 9    | 3—9   |
|      | Ставангер             | Международный турнир                | 1  | 2 | 6 | 4 из 9    | 7—9   |
|      | Дортмунд              | Международный турнир                | 1  | 0 | 6 | 4 из 7    | 2—3   |
|      | Сент-Луис             | 5-й Кубок Синкфилда                 | 3  | 0 | 6 | 6 из 9    | 1     |
| 2019 | Рига                  | Этап Гран-при ФИДЕ 2019             |    |   |   |           | 2     |
| 2019 | Сент-Луис             | Grand Chess Tour 2019               |    |   |   |           | 2     |
| 2021 | Сент-Луис             | 7-й Кубок Синкфилда                 | 4  | 1 | 4 | 6 из 9    | 1     |
|      | Екатеринбург          | Турнир претендентов                 | 4  | 8 | 2 | 8 из 14   | 2     |
|      | Варшава               | Чемпионат мира по блицу             | 12 | 3 | 6 | 15 из 21  | 1     |

## Изменения рейтинга
| График не отображается по техническим причинам. Чтобы исправить это, воспроизведите график в новом формате, если это возможно. |